# General Almada
General Almada é uma junta de governo da província de Entre Ríos, na Argentina.